# Теодор Синадин
Теодор Комнин Дука Палеолог Синадин (на средногръцки: Θεόδωρος Κομνηνός Δούκας Παλαιολόγος Συναδηνός) (ок. 1277 – ок. 1346), е византийски аристократ, военачалник и държавник от началото на XIV в. Теодор Синадин е син на Йоан Комнин Ангел Дука Синадин и Теодора Палеологина Синадина.
Наследник на едни от най-знатните родове в империята, той става важен поддръжник на Андроник III Палеолог в гражданската война с дядо му Андроник II Палеолог. След като между двамата е установен мир през 1322 г., Теодор подтиква Андроник III отново да се разбунтува, докато популярността му в империята е в епогея си. Андроник III успява да вземе надмощие в Македония и благодарение на подкрепата на Теодор Синадин и на Йоан Кантакузин в Константинопол, съумява да влезе в столицата и да вземе властта. За награда Теодор Синадин е назначен за управител на Константинопол.
През 1337 г. той става управител на Епир, а през 1340 – на Солун. От следващата година в разразилата се гражданска война между Йоан Кантакузин и Анна Савойска, Теодор подкрепя дискретно Кантакузин, но антиаристократичната групировка на зилотите в Солун го изгонва от града. В края на живота си е поставен под домашен арест в Константинопол и умира беден през 1345 или 1346 г.

## Семейство
Теодор Синадин има брак с Евдокия Дукина Комнина Палеологина, от който се раждат две дъщери:
- Теодора Комнина Дукина Раулина Палеологина
- Анна Комнина Дукина Палеологина Асенина, омъжена за Мануил Комнин Раул Асен, внук на българския цар Иван Асен III